# 日本托洛茨基主义联盟
日本托洛茨基主义联盟（日语：／），简称托洛联（トロ連），是日本历史上的一个主张托洛茨基主义的新左翼组织，为第四国际日本支部。该组织成立于1957年1月，创始人包括内田英世和内田富雄兄弟、西京司、冈谷进、太田龙、黑田宽一（除黑田宽一外，这些人都是日本共产党前成员）。1957年12月，该组织改组为革命的共产主义者同盟（简称“革共同”）。